# Буряковий довгоносик-стеблоїд
Буряковий або амарантовий довгоносик-стеблоїд (Lixus subtilis Sturm) — небезпечний шкідник фабричних та насіннєвих посівів цукрових буряків. Належить до родини Довгоносикоподібних (Curculionideae), ряду твердокрилих або жуків (Coleoptera).

## Морфологія
Дорослу особину — жука — важко сплутати з іншими довгоносиками, адже він помітно вирізняється серед них своїм видовженим, вузьким, струнким тілом завдовжки до 12 мм. Вигнута циліндрична головотрубка з тонким вкороченим кілем посередині коротша за передньоспинку.
На відміну від інших довгоносиків, що пошкоджують цукрові буряки, у представників роду Lixus голова витягнута у більш довгу головотрубку, яка виконує функцію прогризання каналів у щільному харчовому субстраті і для проштовхування у канал відкладеного яйця. Тому у самців вона, зазвичай, розвинута менше, ніж у самиць. Досить мініатюрні щелепи знаходяться на кінці головотрубки, тому ці жуки, на відміну від бурякових довгоносиків, не можуть так грубо пошкоджувати листя. Вусики розташовані перед серединою головотрубки, лоб плаский, з округлим поглибленням.
У комах немає чітко вираженого статевого диморфізму, хіба що самці дещо дрібніші від самиць і не перевищують 9 мм.
Личинка, як і годиться для довгоносиків, безнога, струнка, циліндрична, дугоподібно вигнута, завдовжки 12,5 мм. Тіло біле, головна капсула з рудуватим відтінком.
Лялечка — видовжена, вузька, з двохлопатевим додатком на кінці черевця і з шипиками на VI i VII члениках позаду.
Яйце — овальне, жовтувато-помаранчеве до 1 мм в діаметрі.

## Біологія
В умовах України шкідник зимує у стадії жука, хоча окремі вчені не виключають можливості, що можуть зимувати і личинки, в садах, лісосмугах, на узліссях, багаторічних травах та інших неорних землях у рослинній підстилці.
Після перезимівлі перші, найбільш активні жуки з'являються на поверхні ґрунту за умов підвищення температури на поверхні ґрунту до 11 — 14°С. Це, зазвичай, відбувається наприкінці квітня. Спочатку вони концентруються на молодих рослинах бур'янів, а згодом, на початку травня, з'являються на фабричних посівах цукрових буряків та їх насінниках. Спочатку жуки об'їдають листя з країв, надаючи перевагу верхівковим, гризуть поверхню черешків, а на висадках — живляться суцвіттями.
Розмножуватись довгоносики починають з кінця травня — початку червня. Самиця вигризає заглиблення у черешку листка або у верхній частині стебла і відкладає туди яйце, закриваючи при цьому отвір екскрементами чи огризками рослинних тканин, які вона перед цим розминає щелепами. Місце яйцекладки можна легко виявити за невеликою темною плямою, яка згодом перетворюється в наріст, що згодом тріскається. В один черешок чи стебло самиця може відкласти до 8 яєць, але, оскільки листок з черешком від цього засихає, то личинки, що вийшли з яйця, зазвичай, не закінчують свій розвиток і гинуть. Разом з тим, у стеблах висадків буряків можуть успішно розвиватись декілька десятків личинок.
Личинки, що вийшли з яйця, проточують в стеблах і черешках ходи, спрямовані до їх основи, спочатку під шкіркою, а згодом — і у серцевині. Довжина таких ходів може коливатись від 1 — 3 см до 9 і, навіть, до 19 см. Личинки живляться соковитою тканиною і за теплої погоди розвиваються впродовж 25 — 40 днів. Личинки заляльковуються в тих же ходах, але перед початком перетворення на лялечку спрямовують їх до периферії черешка чи стебла з тим, щоб майбутньому жуку було легше дістатись до поверхні і без перешкод вийти назовні. Заляльковування починається з липня і може затягнутися до серпня. Стадія лялечки триває близько 15 днів.
Внаслідок розтягнутого періоду яйцекладки молоді довгоносики можуть з'являтися аж до жовтня. Перші молоді жуки виходять, зазвичай, на початку серпня. Спочатку вони мають м'які покриви каштанового забарвлення і сидять в середині стебла. Поступово жуки темніють, хітин твердішає і на поверхні елітр проступає характерне для жуків цієї групи жовте пилкоподібне нашарування. Готовий до виходу жук вигризає отвір і з'являється назовні. До настання холодів вони живляться на бур'янах і цукрових буряках, а згодом ховаються в тріщини ґрунту чи під рослинні рештки.
В умовах України буряковий стеблоїд, зазвичай, розвивається в одному поколінні і зимує у фазі дорослої комахи (жука). Проте в окремі теплі роки в південних областях, жук може факультативно розвиватися у двох генераціях і частина личинок другого покоління, що живилася в стеблах бур'янів, може перезимовувати, заляльковується навесні, і тоді молоді жуки разом із старими виходять наприкінці квітня.

## Шкідливість
Бурякові культури пошкоджують як жуки, так і личинки шкідника. Жуки обгризають листя з країв, вигризають у стеблах і черешках заглиблення для відкладання яєць, але шкода від них не така відчутна, як від личинок.
Найбільш шкідливою фазою в циклі розвитку стеблоїда (про що і свідчить сама назва шкідника) є личинка, яка прогризає ходи в черешках, стеблах, спричиняючи відмирання листя і переломлювання стебел. За розвитку в стеблі і особливо в черешку значної кількості личинок рослини цукрових буряків передчасно всихають, особливо в суху, спекотну погоду. В умовах же дощового літа шкідливість фітофага суттєво обмежується внаслідок надлишкового вмісту води у черешках, що викликає інтенсивну загибель личинок. В окремі роки у другій половині вегетації пошкодження викликає адаптивну реакцію рослин, внаслідок чого спостерігається масове листкоутворення.
Пошкодження довгоносиком висадків буряків, особливо їх суцвіть у період цвітіння, не лише знижує врожай насіння, але й суттєво погіршує його якість.
Разом з тим, слід зауважити, що при заселенні агроценозів стеблоїд надає перевагу амаранту в порівнянні з цукровими буряками, а тому, за розширення площ під цією культурою, слід очікувати збільшення чисельності цього шкідника.

## Заходи захисту
Для попередження шкідливості фітофага доцільним є проведення наступних захисних заходів:
- Дотримання рекомендованого чергування культур у сівозміні з поверненням буряків на попереднє місце не раніше як через 4 роки.
- Просторова ізоляція до 2 км від бурячищ минулого року та насінників цукрових буряків.
- Знищення бур'янової рослинності з родин лободових та амарантових — резервату бурякового стеблоїда.
- Внесення збалансованих відповідно до потреб поля норм органо-мінеральних добрив; якісна та своєчасна підготовка ґрунту під посів буряків; позакореневі підживлення рослин комплексом макро- та мікроелементів та інші агрозаходи, що сприяють підвищенню витривалості рослин до пошкодження шкідником.
- Сівба цукрових буряків лише кондиційним насінням обробленим композиціями захисно-стимулюючих речовин з включенням до їх складу високоефективних інсектицидів-протруйників (Круїзер FS 350 та 600, т.к.с., Пончо Бета FS 453 к.с. тощо)
- Починаючи з фази 2-3 пари листків цукрових буряків у разі перевищення стеблоїдом ЕПШ (2 жука/пог.метр), посіви слід обприскати одним з наступних препаратів: Енжіо 247 SC, к.е., Децис ф — Люкс, к.е., Ф′юрі, в.е., Діазинон, к.е., Фастак, к.е. та ін., згідно з чинним «Переліком пестицидів…».